# Antonie Stockinger
Antonie (Antonia) Stockinger geborene Kriz (* 23. Dezember 1905 in Wien; † 16. März 1943 ebenda) war eine österreichische Kürschnerin, KPÖ-Funktionärin und Widerstandskämpferin.

## Leben
Antonie Kriz besuchte eine Volksschule mit gewerblicher Lehre und heiratete am 12. November 1927 den Straßenbahner Franz Stockinger. Das Ehepaar hatte einen Sohn, Walter. Ihr Mann wurde erstmals wegen seiner Beteiligung an den Februarkämpfen 1934 und später bei der Verhaftung von Antonie Stockinger Anfang September 1943 bis zum 16. Mai 1944 inhaftiert und anschließend einer Strafeinheit überstellt.
Antonie Stockinger war Mitglied der Naturfreunde Österreich und der Kommunistischen Partei Österreichs (KPÖ). Nach dem Verbot der Partei 1933 war sie weiter im Untergrund politisch aktiv, insbesondere bei der kommunistischen Zelle der Straßenbahner in Wien-Floridsdorf. Zusammen mit ihrem Ehemann hatte sie Kontakte mit anderen KPÖ-Funktionären, unterstützte mehrere Familien von KPÖ-Mitgliedern, verwaltete die Mitgliedsbeiträge und verteilte Flugblätter. Am 23. Jänner 1942 wurde Stockinger von der Gestapo verhaftet und am 9. Dezember 1942 vom Volksgerichtshof wegen „Vorbereitung zum Hochverrat“ zum Tod verurteilt. Laut Urteil stand sie in Kontakt mit anderen Personen aus dem Widerstand wie Gustav Blenz, Franz Kuchar, Engelbert Magrutsch, Adolfine Mikes und Mathias Wagner. Zusammen mit Stockinger wurde Mathias Wagner ebenfalls zum Tod verurteilt; die Mitangeklagten Franz Xaver Haas wurde zu 8 Jahren Zuchthaus und Richard Heckl zu 5 Jahren Zuchthaus verurteilt.
Am 7. März 1943 schrieb sie aus der Todeszelle im Landesgericht Wien folgenden Brief an ihre Familie(Auszug):
„...Liebe Mutter, wollte dich auch fragen, habt ihr Walter das Hubertusmanterl auch schon gemacht? Er wird es jetzt gut brauchen können. Möchte den kleinen Lauser so gerne einmal sehen, aber leider darf es nicht sein. Vielleicht ist es mir doch noch einmal vergönnt, bei meinem Kinde und euch, meine Lieben, zu sein. Ich hoffe es, und ihr müsst mit mir hoffen. Und Mutterle, kränkt euch nicht so ab, es wird ja leider nicht anders, jetzt müssen wir schon abwarten, was uns das Schicksal bestimmt hat. Hans schreibt, wegen der Jahre soll ich mich nicht so schrecken, ich wäre ja glücklich, wenn meine Strafe in eine Freiheitsstrafe umgewandelt werden würde, dann würde ich nach einer Zeit doch nachhause kommen, ich wäre mein Leben lang dankbar dafür, dessen kannst du sicher sein. Hans soll nicht böse sein, ich hab ja nur gemeint, wir Frauen tragen es schwerer, weil wir eben Frauen sind. Also nichts für ungut. Freue mich schon auf den nächsten Besuch. Sind gewogen worden, habe mit Kleidern 73 kg. Ihr habt ja keine Ahnung, was das Seelische hier unten ausmacht. Es ist furchtbar, manches Mal glaubt man, man kann es überhaupt nicht aushalten, dann rafft man sich wieder zusammen und denkt sich, es muss gehen. Wir tun hier verschiedene Säcke kleben und wenn man arbeitet, so denkt man doch nicht so krass an das Furchtbare. Hoffentlich geht alles gut vorüber[...] Und weine nicht, mein Liebling, schau, vielleicht darf Mutti doch noch zu dir nachhause kommen und es wird alles wieder gut. Hat Papa schon geschrieben? Nun, liebe Mutti, Walterle und Hans, seid mir alle recht herzlichst und vielmals gegrüßt und geküsst von eurer Toni..“
Antonie Stockinger wurde am 16. März 1943 im Landesgericht Wien hingerichtet.

## Gedenken
Antonie Stockinger wurde im Ehrenhain der Gruppe 40 auf dem Wiener Zentralfriedhof bestattet.
Im ehemaligen Hinrichtungsraum im Landesgericht Wien ist ihr Name in der Gedenkstätte für die Opfer der NS-Justiz aufgeführt.
Auf dem Denkmal an der Fassade des Straßenbahn-Betriebsbahnhof Wien-Floridsdorf in der Gerichtsgasse 5 ist ihr Name ebenfalls aufgeführt.